# Stjepan Zagorac (crkveni povjesničar)
Stjepan Zagorac (Karlovac, 12. prosinca 1868. − Sušak, 1. kolovoza 1936.) je bio hrvatski crkveni povjesničar, pripadnik nižeg svećenstva i političar. Bio je jedan od istaknutih ljudi reformnog pokreta nižeg katoličkog svećenstva u Hrvatskoj ("žuti pokret").

## Životopis
Rodio se je u Karlovcu 1868. godine. U Karlovcu je pohađao osnovnu školu i šest od osam razreda gimnazije. Gimnazijsko školovanje dovršio je u Zagrebu, gdje je nastavio školovanje studiranjem na bogosloviji. Zaredio se je 1892. godine.

### Crkveni rad
Bio je kapelan u Sladojevcima, Daruvaru, Novoj Gradišci, Pakracu, Sisku i Zagrebu. Potom je bio župnik. Župnikovao je od 1905. u Jakuševcu i Koprivnici. Župničku je službu obnašao 15 godina.
U predratno je vrijeme u Hrvatskoj bio aktualni problem pretvaranja rimokatoličkih (latinskih) u "hrvatske katoličke" župe. Dio nižeg katoličkog svećenstva nije bio zadovoljan ondašnjim ustrojstvom Katoličke Crkve i tražili su promjene. Program su iznijeli u knjižici Savremene želje katoličkog nižeg klera u državi SHS, objavljenoj 1919. u Bjelovaru. Zagorac je tada župnikovao u Koprivnici. Sjedište nezadovoljničkog pokreta bio je Zagreb koji se pokazao da nije prikladan za sjedište odakle bi se vodile akcije, pa se sjedište nezadovoljnika koji su tražili reforme premjestilo u Koprivnicu. Dio koprivničke svjetovne inteligencije podupirao je pretvaranje latinske u "hrvatsku", no usprkos tome taj reformni pokret se osuo, a najustrajniji članovi postupno su otpadali od Katoličke Crkve u starokatoličku Crkvu. Zagorac je bio vrlo bitna osoba u tom nizu događaja. Nezadovoljstvo je brzo kulminiralo. Nezadovoljnici su uskoro postali apostati i 1923./24. osnovali su Hrvatsku starokatoličku crkvu. Tako je još nakon 1920. Zagorac prestao biti katolički svećenik. Prešao je u Hrvatsku starokatoličku crkvu. Ubrzo se oženio i dobio djecu. Po osnutku Hrvatske starokatoličke crkve, bio je tajnik biskupa Marka Kalogjere 1925. godine. 
Kad je izbio raskol u starokatoličkoj zajednici u Hrvatskoj, biskup Kalogjera kojem je Zagorac bio tajnik bio je privremeno svrgnut s biskupskog mjesta, a za upravitelja biskupije postavljen je Zagorac. To je bilo 1928. godine. Bio je i dalje vodio niže svećeničke dužnosti. Vodio je starokatoličku župu na Sušaku.

### Politika
Uključio se i u politički život. Izabran je 1904. godine za narodnog zastupnika u Hrvatski sabor u Velikoj Gorici. Bio je na listi Hrvatske stranke prava. Supokretač je politike novog kursa. Potpisnik je Riječke rezolucije iz 1905. godine. Od 1907. pa sve do 1918. bio je koprivnički zastupnik.
Kad je ugarska vlada predložila zakonsko rješenje željezničke pragmatike i to uz potpis ministra trgovine Kossutha koji je bio jedan od tvoraca Hrvatsko-srpske koalicije, to je bio čin koji je prevršio mjeru. Brojni su koalicijski političari (poput Supila, srpskih neovisnih, brojnih pravaša te naprednjaka) to smatrali otvoreni poziv na parlamentarni rat, neki su napustili Koaliciju iako su željeli ostati (radikali), treća skupina u kojoj su Zagorac i još neki poput Harambašića i Ante Bauera iz Stranke prava smatrali da je politika novog kursa time zakazala te da je svaka daljnja suradnja kontraproduktivna te su poslije napustili Koaliciju.
Poslije rata u novoj državi bio je na listi Hrvatske zajednice odnosno Hrvatskog bloka. Bio je uspješan. Bio je gradonačelnikom grada Karlovca od 1923. do 1924. godine.
Za vrijeme Šestosiječanjske diktature, učlanio se je u Jugoslavensku nacionalnu stranku. I tad je uspio postati karlovačkim gradonačelnikom, od 1932. do 1934. godine.

### Novinstvo
Istakao se i u novinstvu. Osnivao je i izdavao listove. U Sisku je izdavao Radnički glas/Sisački glas. Kad je prešao u Zagreb, ondje je izdavao list Glas naroda. U Koprivnici je izdavao list Hrvatska podravska straža.

## Djela
(izbor)
- Starokatolička crkva njezino ustrojstvo i nauka u vjerskom, ćudorednom, kulturnom, socijalnom i narodno-političkom pogledu, 1925.[6]
- Istina o riečkoj rezoluciji ili tko vara narod, 1905.[7]
- Odnošaj između države i crkve, 1930.[8]
- Aus der kirchenpolitischen Vergangenheit der Kroaten: ein kulturgeschichtlicher Versuch, 1930.[9]
- Politički i programatski govor Gospodina Stjepana Zagorca novog načelnika grada Karlovca, 1932.[10]